# Ріверсайд (Вайомінг)
Ріверсайд (англ. Riverside) — місто (англ. town) в США, в окрузі Карбон штату Вайомінг. Населення — 66 осіб (2020).

## Географія
Ріверсайд розташований за координатами 41°12′55″ пн. ш. 106°46′53″ зх. д. / 41.21528° пн. ш. 106.78139° зх. д. (41.215414, -106.781343).  За даними Бюро перепису населення США в 2010 році місто мало площу 0,70 км², уся площа — суходіл.

## Демографія
Згідно з переписом 2010 року, у місті мешкали 52 особи в 34 домогосподарствах у складі 15 родин. Густота населення становила 74 особи/км².  Було 53 помешкання (76/км²).
Расовий склад населення:
| - 98,1 % — білих - 1,9 % — корінних американців |

До двох чи більше рас належало 0,0 %. Частка іспаномовних становила 1,9 % від усіх жителів.
За віковим діапазоном населення розподілялося таким чином: 3,8 % — особи молодші 18 років, 67,4 % — особи у віці 18—64 років, 28,8 % — особи у віці 65 років та старші. Медіана віку мешканця становила 58,0 року. На 100 осіб жіночої статі у місті припадало 147,6 чоловіків;  на 100 жінок у віці від 18 років та старших — 150,0 чоловіків також старших 18 років.
Середній дохід на одне домашнє господарство  становив 66 366 доларів США (медіана — 52 250), а середній дохід на одну сім'ю — 72 410 доларів (медіана — 60 000). За межею бідності перебувало 1,8 % осіб, у тому числі 0,0 % дітей у віці до 18 років та 0,0 % осіб у віці 65 років та старших.
Цивільне працевлаштоване населення становило 34 особи. Основні галузі зайнятості: сільське господарство, лісництво, риболовля — 38,2 %, освіта, охорона здоров'я та соціальна допомога — 23,5 %, будівництво — 14,7 %, роздрібна торгівля — 11,8 %.
За даними перепису 2000 року,
на території муніципалітету мешкало 59 людей, було 28 садиб та 21 сімей.
Густота населення становила 87,6 осіб/км². Було 45 житлових будинків.
З 28 садиб у 10,7% проживали діти до 18 років.
Власники 21,4 % садиб мали вік, що перевищував 65 років, а в 7,1 % садиб принаймні одна людина була старшою за 65 років.
Кількість людей у середньому на садибу становила 2,11, а в середньому на родину 2,33.
Середній річний дохід на садибу становив 48 125 доларів США, а на родину — 55 000 доларів США.
Чоловіки мали дохід 23 750 доларів, жінки — 25 417 доларів.
Середній вік населення становив 50 років.